# Extragalaktisches Hintergrundlicht

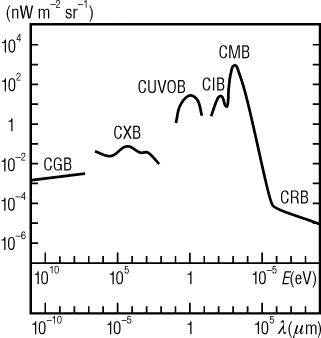
Extragalaktisches Hintergrundlicht (CUVOB) im spektralen Verlauf der gesamten diffusen extragalaktischen Hintergrundstrahlung

Das extragalaktische Hintergrundlicht (englisch extragalactic background light; auch CUVOB, d. h. Cosmic Ultraviolet/Optical Background, dt. kosmischer ultravioletter und optischer Hintergrund) ist eine diffuse isotrope elektromagnetische Strahlung im Bereich des Infraroten, der Ultraviolett- und optischen Strahlung. Sie ist zusammengesetzt aus rotverschobener Strahlung von der Sternentstehung plus einem geringen Anteil von aktiven galaktischen Kernen.

## Einordnung
Das extragalaktische Hintergrundlicht ist Bestandteil des metagalaktischen Strahlungsfelds bzw. der diffusen extragalaktischen Hintergrundstrahlung, die den gesamten Bereich der elektromagnetischen Strahlung von der Radio- bis zur Gammastrahlung umfasst. Weitere Teile der diffusen extragalaktischen Hintergrundstrahlung sind:
- der kosmische Radiohintergrund (cosmic radio background CRB)
- die kosmische Mikrowellenhintergrundstrahlung (cosmic microwave background CMB)
- der kosmische Röntgenhintergrund (cosmic X-ray background CXB)
- die diffuse extragalaktische Gammastrahlung (diffuse extragalactic gamma-ray radiation oder auch cosmic gamma-ray background CGB).

## Nachweis
Ein direkter Nachweis des extragalaktischen Hintergrundlichts mit Wellenlängen von 0,1 µm bis 1 mm gestaltet sich schwierig, da der Beitrag des Zodiakallichts und von nicht aufgelösten Quellen nur schwer bestimmbar ist. Wegen dieser Unsicherheiten sind in der Literatur abweichende Werte für das Strahlungsfeld des CUVOBs angegeben worden. Der direkte Nachweis ist weiterhin eingeschränkt auf den optischen Bereich wegen einer geringen Empfindlichkeit der Detektoren im UV-Bereich und eines geringen Auflösungsvermögens im fernen Infraroten.
Bei hoher Rotverschiebung mit z > 2 im Bereich des Lyman-Alpha-Walds moduliert das extragalaktische Hintergrundlicht die Absorption in den Spektren einiger Quasare und Blazare. Die Modulationen erlauben es, eine obere Grenze für den Beitrag des CUVOB zu setzen.
Im Bereich hochenergetischer Gammastrahlung ist eine Wechselwirkung mit dem extragalaktischen Hintergrundlicht vermutet worden. Durch die Wechselwirkung kommt es zu einer Umwandlung der Gammastrahlung mit einer Erzeugung von Elektron-Positron-Paaren. Diese hochrelativistischen Elektron-Positron-Paare wiederum sollten über den inversen Compton-Effekt die kosmische Mikrowellenhintergrundstrahlung streuen und sekundäre Gammastrahlung erzeugen. Ein Nachweis dieser sekundären Gammastrahlung ist bisher nicht gelungen. Die Dämpfung der Gammastrahlung kann genutzt werden, um Obergrenzen auf die Entwicklung und Amplitude des extragalaktischen Hintergrundlichts zu setzen.

## Bedeutung
Das extragalaktische Hintergrundlicht ist Bestandteil der beobachtenden Kosmologie. Es stellt einen signifikanten Anteil der durch nukleare und gravitative Prozesse freigesetzten elektromagnetischen Strahlung seit dem Zeitalter der Rekombination dar. Die Strahlung ist verschoben durch die kosmische Rotverschiebung und modifiziert mittels Absorption und Reemission durch Staub. Daher liefern die Intensität und der spektrale Verlauf des extragalaktischen Hintergrundlichts Informationen über die Entstehung und Entwicklung von Galaxien und ihrer Bestandteile.